# Korálek

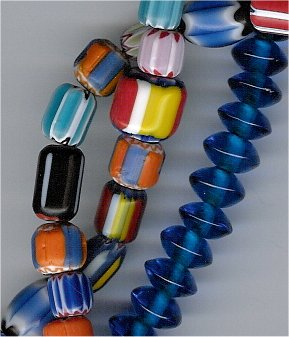
Korále

Korálek je malý ozdobný předmět s otvorem pro navlékání nebo přišití. Navlékáním korálků na šňůrku či řemínek vznikají korále, používané jako náramky, náhrdelníky a jiné ozdoby. Korálky lze také našívat na látky, oděvy, kožené předměty apod.

## Název
Název je odvozen od přírodního korálu, jehož vápenaté a krásně zbarvené (zejména růžové a červené) vnější skořápky byly oblíbeným materiálem na výrobu korálků i korálů. Větvičky přírodního korálu se buďto jen nalámou, ohladí a provrtají, anebo se z nich vyrábějí korálky v pravidelných tvarech (kuličky, kotoučky, hranolky atd.)

## Historie
Provrtané a navlékané zuby různých zvířat patří mezi nejstarší známé ozdoby vůbec. Od neolitu se vyskytují korálky skleněné a keramické, obvykle velmi pestrých barev a červené korály sloužily také jako amulety. Nejvzácnějším materiálem pro navlékání či našívání byly od starověku drahokamy a mořské perly. Výroba pestrých skleněných korálů se rozvinula v 16. století v Benátkách a od 18. století i v severních Čechách: zejména mačkané korálky, rokajl a skleněná bižuterie, tak zvané „Jablonecké zboží“. Od poloviny 20. století se šíří využití plastických hmot a lisovaných korálků z plastů. Ty jsou jednak lehké a hlavně výrobně levné, protože lisovaný korálek už žádnou další úpravu nepotřebuje. Korálky z termoplastu se dají také nažehlovat na látku, mozaiky z nich lze spojovat přežehlením.

## Perly a perličky
Perly, lovené už ve starověku v tropických a subtropických mořích, byly jako korále sice oblíbené, ale také velice vzácné. Od 18. století se stále častěji využívají i „barokní“ perly nepravidelných tvarů a od počátku 20. století se zejména v Japonsku rychle rozvíjí průmysl uměle pěstovaných perel („kultivé“, Mikimotovy perly). V mořských farmách se tisícům perlorodek vpraví do ulity malé kuličky např. z perleti, které živočich obalí vrstvami pravé perly; pěstované perly se tedy obtížně odlišují od přírodních a vyznačují se právě tím, že nají velmi pravidelné tvary. Vedle toho se už od 18. století objevují perličky, skleněné napodobeniny perel: duté korálky, zevnitř opatřené vrstvou stříbrného laku.
Korálky i perličky tvořily od 18. století velmi výnosný obchodní a vývozní artikl evropských zemí a první koloniální obchodníci je používali k obchodování s domorodci místo peněz.

## Galerie

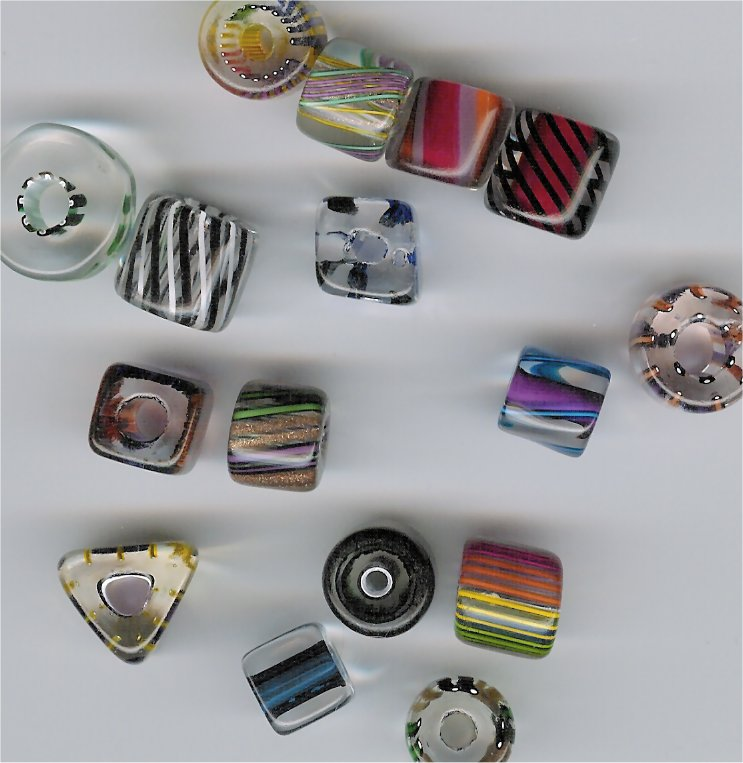
Skleněné korálky
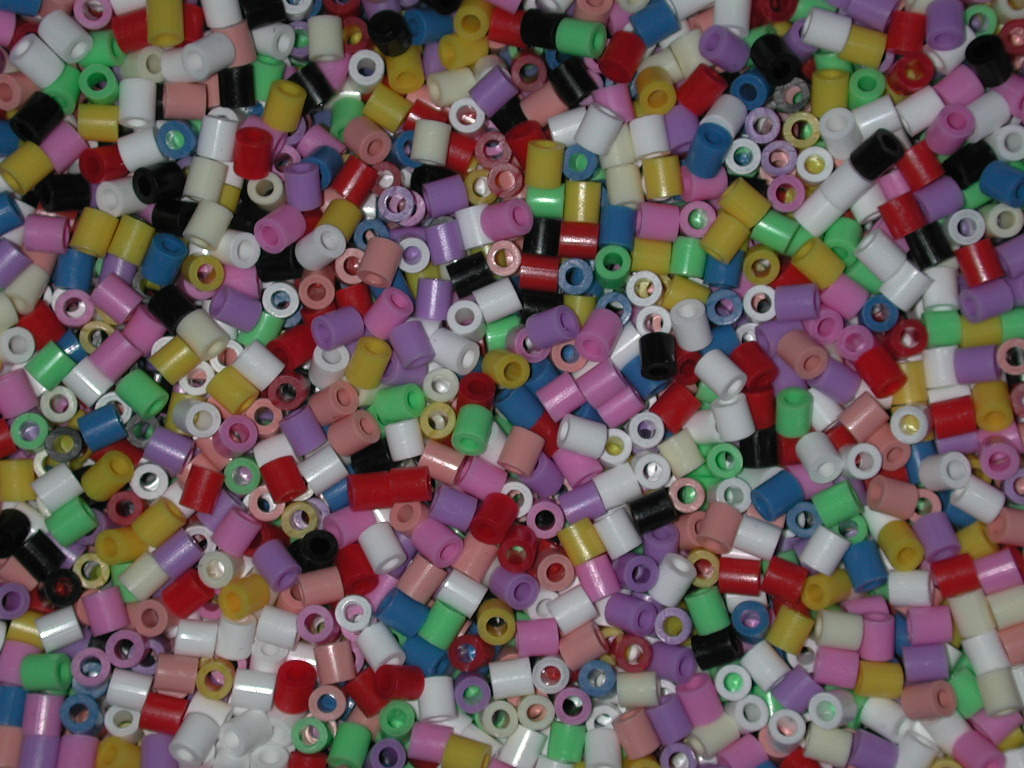
Plastové korálky
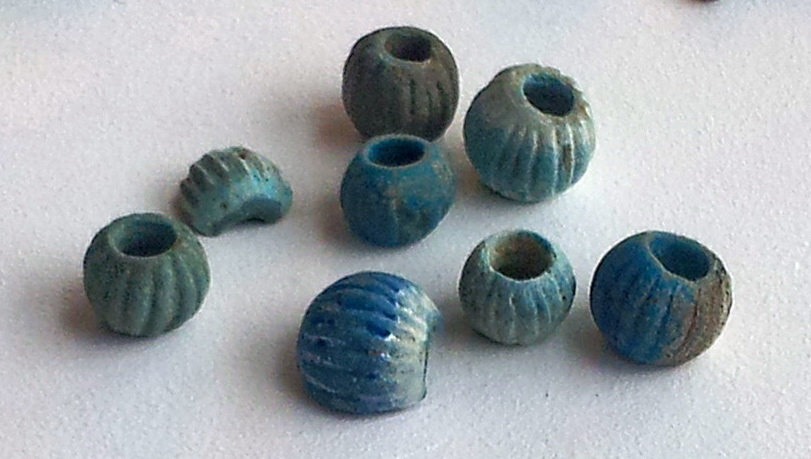
Glazované římské korále, 1. století
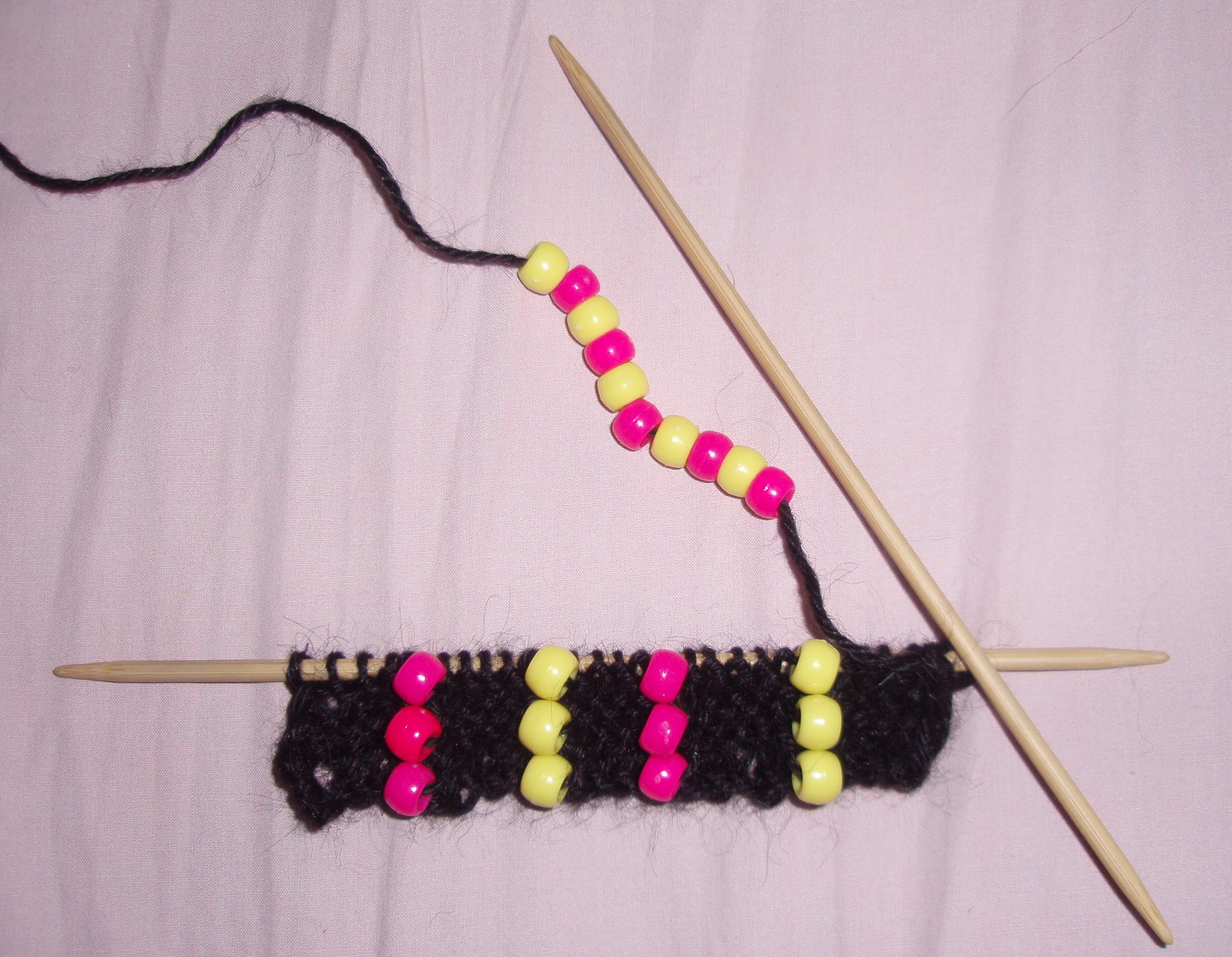
Pletení s korálky
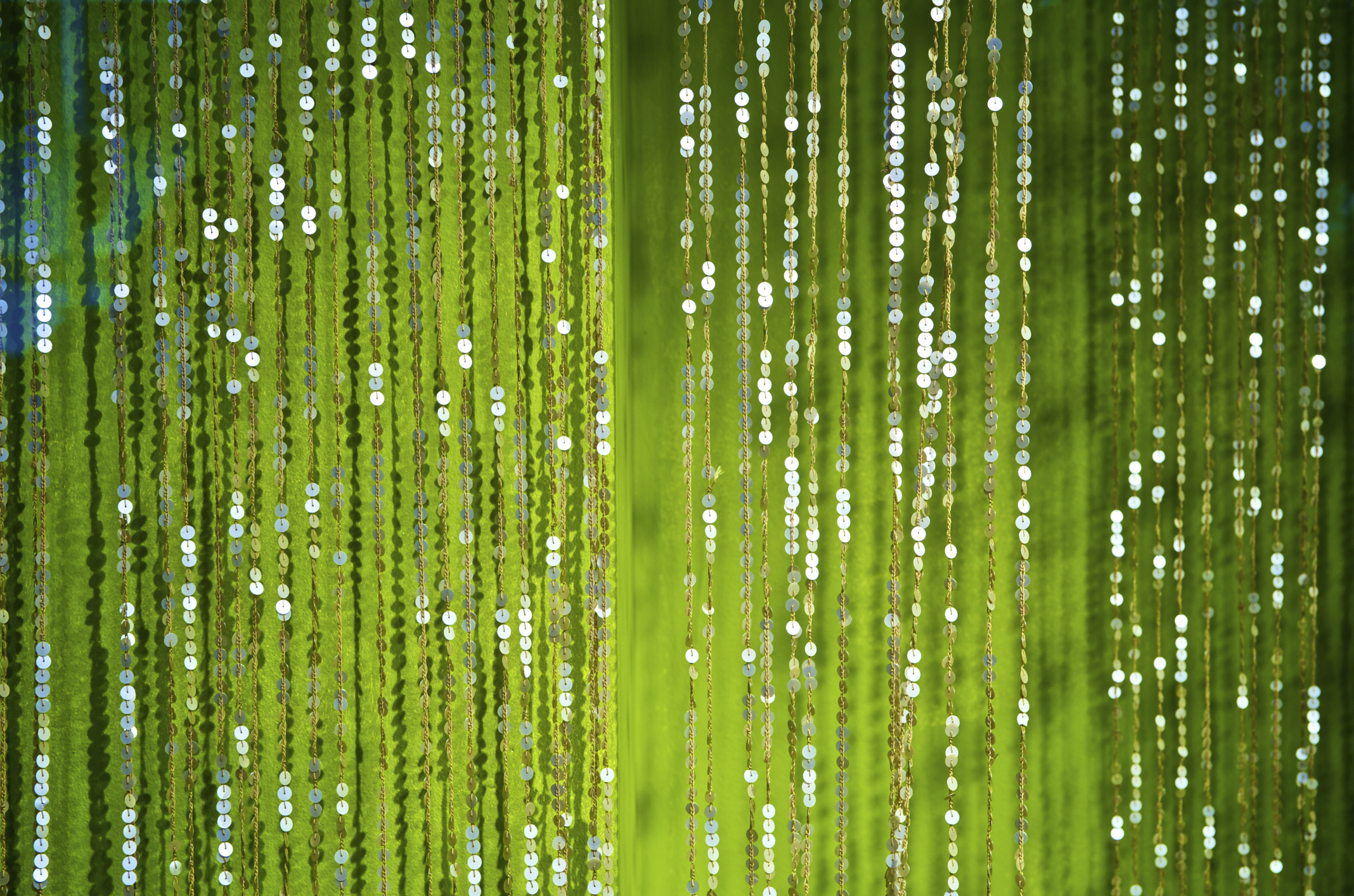
Korále jako závěs místo dveří